# Теслюк, Роман Михайлович
Роман Михайлович Теслюк (род. 21 января 1986, Североморск, Мурманская область) — российский, казахстанский хоккеист, защитник.

## Биография
В шесть лет начал заниматься хоккеем в секции города Мурманска, куда его привёл старший брат. Михаил Теслюк на рубеже 1990-х — 2000-х играл в низших российских лигах. В 13 лет Роман Теслюк перешёл в ДЮСШ ЦСКА. В сезонах 2000/01 и 2001/02 провёл по одному матчу в ХК ЦСКА-2, в сезоне 2002/03 сыграл 20 матчей за ЦСКА-2 в первой лиге. На драфте НХЛ 2004 года был выбран в 2-м раунде под общим 44-м номером клубом «Эдмонтон Ойлерз». Выступал в низших североамериканских лигах за клубы «Камлупс Блейзерс» (WHL, 2003/04 — 2005/06), «Рединг Ройалс» (ECHL, 2006/07), «Трай-Сити Американс» (WHL, 2006/07).
Играл в России за «Металлург» Серов (2007/08 — 2008/09), «Автомобилист» Екатеринбург (2009=8/09), «Спутник» Нижний Тагил (2009/10). В чемпионате Казахстана играл за клубы «Бейбарыс» Атырау (2010/11 — 2011/12, 2015/16), «Арлан» Кокшетау (2012/13), «Иртыш» Павлодар (2015/16). Выступал в ВХЛ за «Буран» Воронеж (2012/13), «Сокол» Красноярск (2013/14 — 2014/15).
Тренер в школе «Днепра» Херсон (2018—2019).